# Camille Nicolle
Pour les articles homonymes, voir Nicolle.
Camille Nicolle, né le 2 août 1836 à Villars-en-Pons (Charente-Maritime) et mort le 14 décembre 1913 à Paris, est un homme politique français.

## Biographie
Propriétaire agriculteur, il est conseiller général et député de la Charente-Maritime de 1903 à 1913, inscrit au groupe de la Gauche radicale. 